# وليام آر دي
وليام روفوس دي (17 نيسان أبريل 1849-9 تموز يولية 1923) دبلوماسي وقانوني خدم لمدة 19 سنة في المحكمة الأمريكية العليا وشغل منصب وزير الخارجية لبضعة أشهر عام 1898 خلال فترة حكم الرئيس ويليام ماكينلي.